# کارخانجات نساجی بروجرد
کارخانجات نساجی بروجرد یک شرکت بزرگ تولید پارچه در شهرستان بروجرد است. این شرکت مجموعه ای از چند کارخانه مجاور و مرتبط با هم است که خطوط مختلف فرآوری، آماده‌سازی، تولید پارچه و رنگ آمیزی آن را انجام می‌دهند. کارخانه نساجی بروجرد در جنوب شرقی شهر بروجرد در ابتدای جاده کمربندی این شهر قرار دارد.
نساجی بروجرد در زمینی به مساحت ۵۰ هکتار و در ۱۲۴ هزار متر مربع مساحت بنا در سال ۱۳۶۲ با سرمایه ای بالغ بر پانزده میلیارد ریال تأسیس شد. این شرکت بالغ بر ۱۲۰۰ نفر پرسنل دارد و دفتر مرکزی آن در در خیابان جردن تهران واقع شده است. کارخانجات نساجی بروجرد یکی از بزرگ‌ترین تولیدکنندگان پارچه در ایران می‌باشد که سالهاست به لیست شرکت‌های بازار بورس ملحق گردید. نساجی بروجرد دارای نمایندگی در ده استان ایران هست. و یکی از بزرگ‌ترین و قدیمی‌ترین کارخانجات نساجی در ایران است.

## تولیدات
شرکت نساجی بروجرد تولیدکننده انواع پارچه و محصولات نساجی است از جمله:  پارچه پنبه‌ای، پارچه پلی استر، پنبه، پارچه ویسکوز و نیز پارچه‌های پیراهنی، پارچه شلواری، ملحفه‌ای، پرده‌ای و رومبلی.

## کارخانه‌ها و خطوط تولید
کارخانجات نساجی بروجرد دارای بخش‌ها و کارخانه‌های پیوسته‌ای است که مراحل مختلف تولید نخ و پارچه را انجام می‌دهند. خطوط اصلی تولید و کارخانه‌های شرکت نساجی بروجرد عبارتند از:
1. ریسندگی رینگ
2. ریسندگی اپن اند
3. مقدمات بافندگی
4. بافندگی یک
5. بافندگی دو
6. متراژ و بسته‌بندی
7. رنگرزی، چاپ و تکمیل
8. رنگ آمیزی نخ
9. آزمایشگاه